# Xafarderes
Les Xafarderes és una obra de Mataró (Maresme) protegida com a Bé Cultural d'Interès Local.

## Descripció
Es tracta de 15 gelosies o xafarderes ubicades a les plantes principals de moltes cases datades de finals del segle xix del centre històric del municipi.

## Història
A finals del segle xvii s'observen uns primers detalls de cara a l'embelliment de les cases, els objectes d'ús quotidià, del mobiliari. El fet representa l'inici d'unes noves creacions d'art popular que, ben entrat el segle xviii arribaran a un gran esplendor. Les façanes de les cases comencen a embellir-se modificant lleugerament les formes, incorporant brancals i llindes de pedra a les obertures, remarcant les cornises i ràfecs d'obra vista. Els espais lliures són decorats amb esgrafiats i ràfecs d'obra vista. Els espais lliures són decorats amb esgrafiats. Es té cura de l'execució de la fusteria en les finestres, portes i gelosies bombades.
Les formes barroques van ésser tingudes en molta estima fins ben entrat el segle xix. La introducció de nous estils a la majoria de les cases no representà la supressió dels elements barrocs, que continuaren essent valorats i conservats curosament al costat de les noves formes del segle xix.